# Вестя, Евгений Ананьевич
Евгений Ананьевич Вестя (17 декабря 1967, Елань, Кемеровская область — 7 января 2002, Чири-Юрт, Чечня) — сотрудник Министерства внутренних дел Российской Федерации, старшина милиции, погиб при исполнении служебных обязанностей во время Второй чеченской войны, кавалер ордена Мужества (посмертно).

## Биография
Евгений Ананьевич Вестя родился 17 декабря 1967 года в посёлке Елань Новокузнецкого района Кемеровской области. Учился в Барнаульском техническом училище № 2. По его окончании в 1986 году был призван на службу в Вооружённые Силы СССР. Демобилизовавшись, трудился помощником машиниста тепловоза локомотивного депо «Барнаул» Западно-Сибирской железной дороги.
В мае 1997 года Вестя поступил на службу в органы внутренних дел Российской Федерации. Первоначально был милиционером в отдельном полку патрульно-постовой службы милиции города Барнаула, а с мая 2000 года — в батальоне патрульно-постовой службы милиции «Тигр» при Главном управлении внутренних дел Алтайского края.
Три раза командировался в зону контртеррористической операции на Северном Кавказе, принимал активное участие в боевых действиях против незаконных вооружённых формирований сепаратистов в Чеченской Республике. За многочисленные отличия Вестя был удостоен медали «За отвагу» и целого ряда ведомственных наград.
В очередную боевую командировку старшина милиции Евгений Ананьевич Вестя был направлен в октябре 2001 года. В Чечне он был прикомандирован к Шалинскому временному районному отделу внутренних дел. 7 января 2002 года в районе посёлка Чири-Юрт Шалинского района Чеченской Республики при выполнении очередной задачи автомашина, где находился Вестя, подорвалась на радиоуправляемом фугасном взрывном устройстве. Милиционеру удалось организоваться вместе со своими товарищами оборону и вывести из зоны обстрела личный состав, но при этом он погиб.
Похоронен в городе Барнауле.
Указом Президента Российской Федерации от 30 сентября 2002 года старшина милиции Евгений Ананьевич Вестя посмертно был удостоен ордена Мужества.

## Память
- Навечно зачислен в списки личного состава отдельного батальона «Тигр» Главного управления внутренних дел Алтайского края[1].
- Имя Евгения Вести носит тепловоз «ТЭМ-2», приписанный к локомотивному депо «Барнаул» Западно-Сибирской железной дороги[2].